# Римская империя

Изменение границ Древнего Рима в период республики и империи

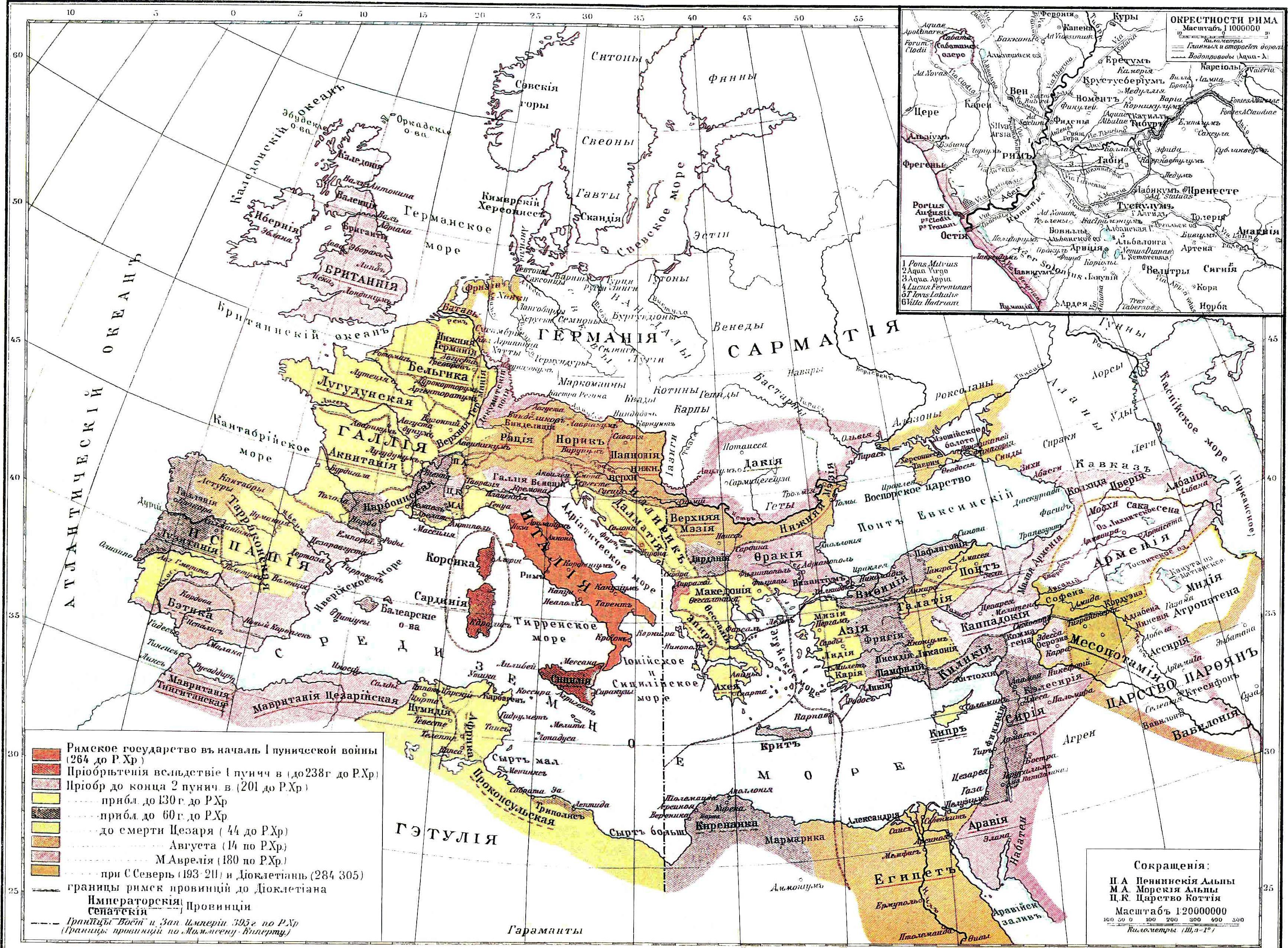
Карта Римской империи из Энциклопедии Брокгауза и Ефрона

Ри́мская импе́рия (лат. Imperium Romanum, греч. Βασιλεία Ῥωμαίων) — постреспубликанский период истории Древнего Рима. Как государство Римская империя включала большие территориальные владения вокруг Средиземного моря в Европе, Северной Африке и Западной Азии, управляемые императорами. От восшествия на престол Цезаря Августа в качестве первого римского императора до военной анархии третьего века Римская империя была принципатом с Италией в качестве метрополии своих провинций и городом Римом в качестве единственной столицы. Позже империей правили несколько императоров, которые разделяли контроль над Западной Римской империей и Восточной Римской империей. Рим оставался номинальной столицей обеих частей до 476 года нашей эры, когда имперские знаки отличия были отправлены в Константинополь после захвата западной столицы Равенны германскими варварами под предводительством Одоакра и последующего низложения Ромула Августула. Принятие христианства в качестве государственной религии Римской империи в 380 году нашей эры и падение Западной Римской империи под власть германских королей условно знаменует собой конец классической античности и начало Средневековья. Из-за этих событий, наряду с постепенной эллинизацией Восточной Римской империи, историки выделяют средневековую Римскую империю, оставшуюся в восточных провинциях, как Византийскую империю.
Государство-предшественник Римской империи, Римская республика, пришедшая на смену римской монархии в VI веке до нашей эры, была дестабилизирована в результате ряда гражданских войн и политических конфликтов. В середине I века до нашей эры Юлий Цезарь был назначен бессменным диктатором, а затем убит в 44 году до нашей эры. Гражданские войны и проскрипции продолжались, кульминацией которых в конечном итоге стала победа Октавиана, приёмного сына Цезаря, над Марком Антонием и Клеопатрой в битве при Акциуме в 31 году до нашей эры. В следующем году Октавиан завоевал Птолемеевское царство в Египте, положив конец эллинистическому периоду, который начался с завоеваний Александра Македонского в 4 веке до нашей эры. После этого власть Октавиана стала неоспоримой, и в 27 году до нашей эры римский сенат официально предоставил ему всеохватывающую власть и новый титул Августа, фактически сделав его первым римским императором. Огромные римские территории были организованы в сенаторские и имперские провинции, за исключением Италии, которая продолжала служить метрополией.
Первые два века существования Римской империи были периодом беспрецедентной стабильности и процветания, известного как «римский мир». Рим достиг своего наибольшего территориального расширения во время правления Траяна (98—117 годы нашей эры); период нарастающих проблем и упадка начался с правления Коммода (177—192). В третьем веке Империя пережила кризис, угрожавший её существованию, поскольку Галльская империя и Пальмирская империя отделились от Римского государства, и империю возглавил ряд недолговечных императоров, часто из легионов. Римская империя была воссоединена при Аврелиане (270—275). Чтобы стабилизировать Римскую империю, Диоклетиан в 286 году учредил два разных имперских двора на греческом Востоке и латинском Западе; христиане пришли к власти в 4 веке после Миланского эдикта 313 года. Вскоре после этого период миграции, включавший крупные вторжения германских народов и гуннов Аттилы, привёл к упадку Западной Римской империи. После падения Равенны под натиском германских герулов и низложения Ромула Августула в 476 году нашей эры Одоакром Западная Римская империя окончательно распалась; император Восточной Римской империи Зенон официально упразднил Западную Римскую империю в 480 году нашей эры. Восточная Римская империя просуществовала ещё одно тысячелетие, до 1453 года, когда Константинополь пал перед турками-османами под предводительством Мехмеда II.
Благодаря обширности и долгому существованию Римской империи, институты и культура Рима оказали глубокое и продолжительное влияние на развитие языка, религии, искусства, архитектуры, литературы, философии, права и форм правления на территории, которой он управлял, и далеко за её пределами. Латинский язык римлян превратился в романские языки средневекового и современного мира, а средневековый греческий язык стал языком Восточной Римской империи. Принятие христианства Римской империей привело к формированию средневекового христианского мира. Римское и греческое искусство оказало глубокое влияние на итальянское Возрождение. Архитектурная традиция Рима послужила основой для романской, ренессансной и неоклассической архитектуры, а также оказала сильное влияние на исламскую архитектуру. Повторное открытие греческой и римской науки и техники (которые также легли в основу исламской науки) в средневековой Европе привели к научному возрождению и научной революции. Свод римского права нашёл своё отражение во многих правовых системах современного мира, таких как Кодекс Наполеона во Франции, в то время как республиканские институты Рима оставили неизгладимое наследие, оказав влияние на итальянские города-государства-республики средневекового периода, а также на ранние Соединённые Штаты и другие современные демократические республики.

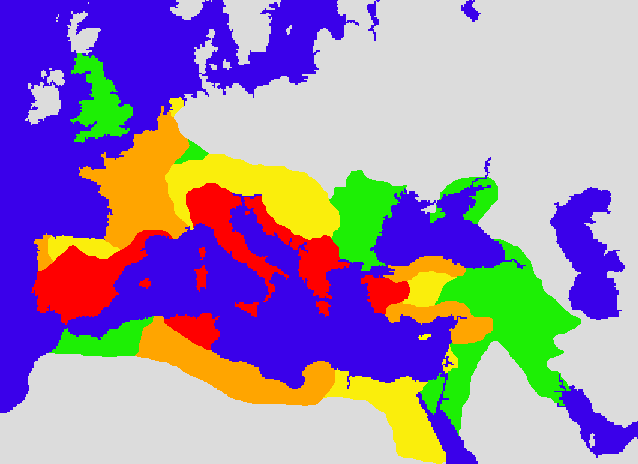

- Римская империя в 133 году до н.э.
- Римская империя в 44 году до н.э.
- Римская империя в 14 году н.э.
- Римская империя в 117 году н.э.

## Периодизация истории Римской империи
Периодизация истории Римской империи различается в зависимости от подхода. Так, при рассмотрении государственно-правового устройства обычно выделяется два основных этапа:
1. Принципат — форма государственного устройства, сочетающая республиканские и монархические черты (где под прикрытием республиканских органов власти на самом деле была военная монархия), существовала в I веке до н. э. — III веке н. э. Период принципата можно разделить на следующие этапы:
  1. Правление династии Юлиев-Клавдиев и формирование системы принципата (27 до н. э. — 68 н. э.)
  2. Год четырёх императоров — масштабный кризис власти (68—69)
  3. Правление династий Флавиев и Антонинов — расцвет системы принципата (69—192)
  4. Правление династии Северов — начало формирования военно-бюрократической системы (193—235)
  5. Кризис III века — полномасштабный социально-экономический и политический кризис Римской империи (235—284)
2. Доминат (284—476) — политическая система, более близкая к монархии. Внутри периода можно выделить следующие этапы:
  1. Правление Диоклетиана и Константина I — формирование системы домината, административные, военные и социально-экономические реформы (284—337)
  2. Империя IV века н. э. — достаточно стабильное существование системы, тенденция к политическому размежеванию западной и восточной частей империи (337—395)
  3. Окончательное разделение империи на Восточную и Западную (395—476)

Дата окончания истории Римской империи дискуссионна. Для Запада обычно называется 476 год — год смещения императора Ромула Августула, или 480 год — год смерти Непота, последнего юридически легитимного императора. Для Восточной империи, государственность которой просуществовала, изменяясь, ещё около тысячи лет, называются даты: конец V века, 610 год, 1204 год, 1453 год и другие.
Главное содержание этого периода составляет процесс всестороннего объединения античного мира. Оно совершалось уже Римской республикой, но было тогда материальным, заключалось в факте завоевания и подчинения; теперь этот процесс усложняется (дифференцируется). Он проявляется:
1. в уподоблении (ассимиляции) завоевателей и покорённых, римского и провинциального элементов;
2. в изменении самой объединяющей власти;
3. в объединении частей с целым посредством впервые созданной для этой цели государственной администрации;
4. в объединении юридических правовых идеалов;
5. в объединении нравственных идеалов.

Этот процесс объединения, плодотворный и прогрессивный, достигает своего полного развития к концу II века. Но он имеет и обратную сторону: он сопровождается понижением культурного уровня и исчезновением свободы, что проявляется в III веке. Между тем совершается религиозное объединение античного мира на почве христианства, торжество которого над язычеством наполняет IV век.
На протяжении V века Рим неоднократно подвергается нападениям со стороны варваров, которые в 476 году навсегда уничтожат классическую римскую цивилизацию. В новом дуализме на римской почве зарождается новый исторический период. Успех социального объединения и ассимиляции разнородных национальных элементов провинций особенно наглядно проявляется в истории самих императоров, личная судьба и характер которых становится самым видным фактором в истории империи.

## История Римской империи

### Принципат
Принципат Августа сочетал в себе элементы республиканской магистратуры и военной монархии. Руководство магистратур формируется путём избрания или назначения, в то время как монаршеский сан предполагает престолонаследие, либо выборы, осуществляемые узким, как правило, кругом представителей высшей власти. В истории принципата практикуется как выборность, так и наследование, причём последнее иногда на основании специфического римского института усыновления: император усыновляет своего преемника. Время от времени в процесс передачи власти вмешиваются силовой фактор со стороны институтов, призванных охранять императорскую власть.

#### Правление Августа (31 г. до н. э. — 14 г. н. э.)

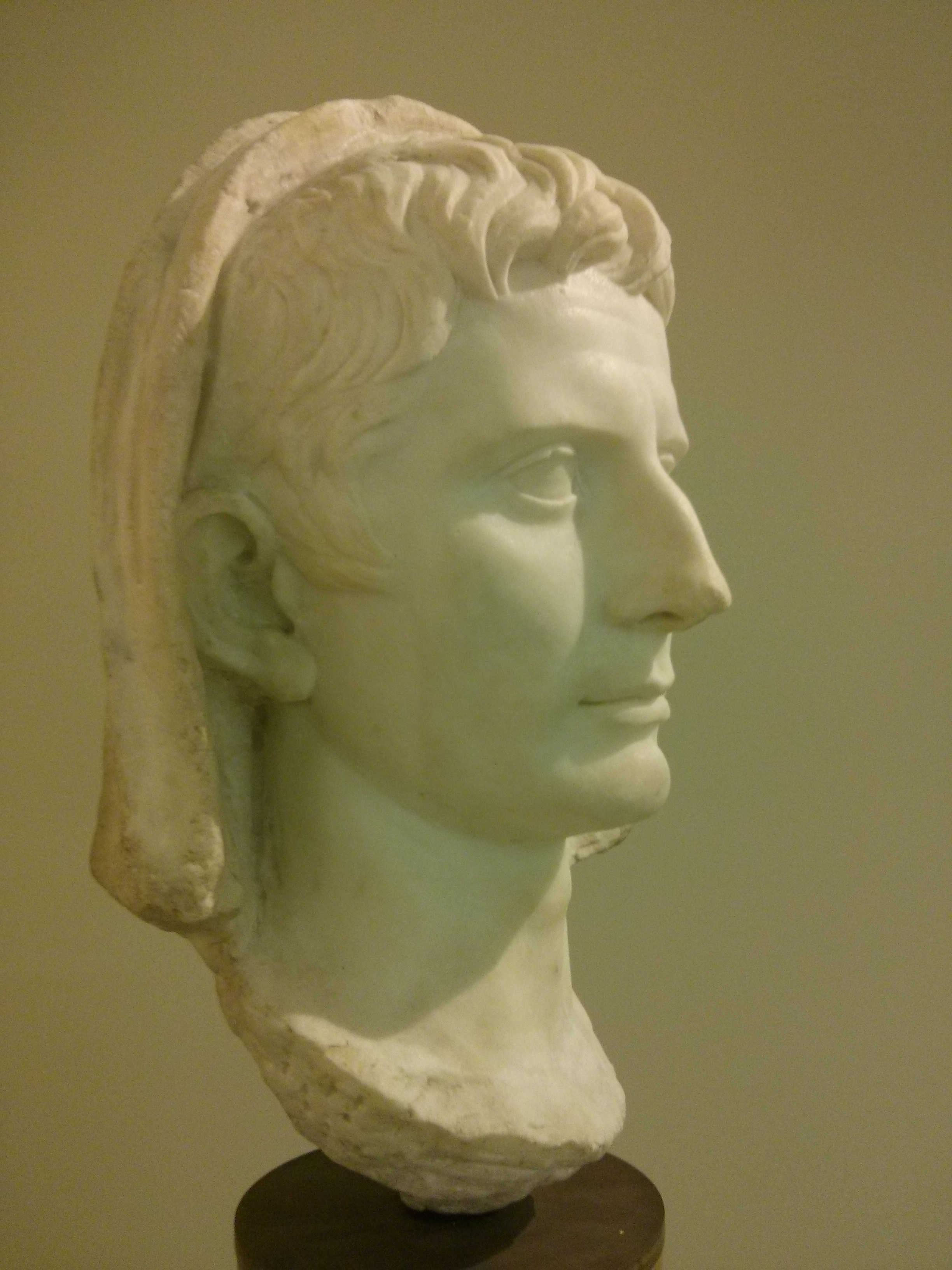
Бюст Октавиана Августа из национального археологического музея в Анконе

Второй триумвират был не частной сделкой, как первый, а государственным учреждением, облечённым обширными полномочиями: по постановлению народного собрания на триумвиров было возложено устроение государства — triumviri rei publicae constituendae causa. По устранении обоих товарищей вся учредительная власть сосредоточилась в руках одного Октавиана, он воспользовался этой чрезвычайной властью лишь для того, чтобы вознаградить и пристроить своих солдат, а затем сложил её с себя и удовольствовался званием главнокомандующего в провинциях (лат. imperator perpetuns). На следующий же год он сделался цензором вместе с Агриппой и получил звание «первый в сенате» (лат. princeps senatus).
Определив таким образом своё отношение к сенату, Октавиан сложил с себя и звание пожизненного главнокомандующего и лишь по настоянию сената вновь принял эту власть сроком на 10 лет, по прошествии которых она была продолжена на такой же срок. С проконсульской властью он постепенно соединил власть прочих республиканских магистратур — пожизненный трибунат (с 23 г. до н. э.), власть цензора (лат. praefectura morum) и главного понтифика. Его власть имела, таким образом, двойственный характер: она слагалась из республиканской магистратуры по отношению к римлянам и военного империума по отношению к провинциям. Октавиан был в одном лице, так сказать, президентом сената и императором. Оба эти элемента сливались в почётном титуле Августа — «почитаемого», который ему был присвоен сенатом в 27 году. В этом титуле заключается и религиозный оттенок.
Впрочем, и в этом отношении Август проявлял большую умеренность. Он дозволил назвать шестой месяц его именем, но не хотел допустить в Риме своего обожествления, довольствуясь лишь обозначением «сына божественного» (лат. divi filius). Только вне Рима он разрешал строить в честь его храмы, и то лишь в соединении с Римом (лат. Roma et Augustus), и учреждать особую жреческую коллегию — Августалы. Власть Августа ещё так существенно отличается от власти последующих императоров, что обозначается в истории особым термином — принципат. Характер принципата как дуалистичной власти выступает особенно ясно при рассмотрении отношений Августа к сенату. У Гая Юлия Цезаря проявлялось по отношению к сенату покровительственное высокомерие и некоторое пренебрежение. Август не только восстановил сенат и помог многим отдельным сенаторам вести образ жизни, соответствующий их высокому положению, — он прямо разделил с сенатом власть. Все провинции были разделены на сенатские и императорские. В первый разряд попали все окончательно замирённые области — их правители, в звании проконсулов, по-прежнему назначались по жребию в сенате и оставались под его контролем, но обладали лишь гражданской властью и не имели в своём распоряжении войск. Провинции, в которых стояли войска и где могла вестись война, были оставлены под непосредственной властью Августа и назначаемых им легатов, в звании пропреторов.
Сообразно с этим была разделена и финансовая администрация империи: эрарий (aerarium) остался по-прежнему в ведении сената, но наряду с ним возникла императорская казна (лат. fiscus), куда шли доходы с императорских провинций. Проще было отношение Августа к народному собранию. Комиции формально существуют и при Августе, но их избирательная власть переходит к императору, юридически — наполовину, фактически — целиком. Судебная власть комиций отходит к судебным учреждениям или к императору как представителю трибуната, а их законодательная деятельность — к сенату. До какой степени комиции утрачивают своё значение при Августе, видно из того, что они незаметно исчезли при его преемнике, оставив след лишь в теории народного верховенства как основы императорской власти — теории, пережившей Римскую и Византийскую империи и перешедшей, вместе с римским правом, к Средним векам.
Внутренняя политика Августа носила консервативно-национальный характер. Цезарь широко раскрыл провинциалам доступ в Рим. Август же заботился о том, чтобы принимать в гражданство и в сенат лишь вполне доброкачественные элементы. Для Цезаря, а в особенности для Марка Антония, предоставление права гражданства бывало источником дохода. Но Август, по его собственным словам, скорее был готов допустить, чтобы «казна потерпела ущерб, нежели понизить честь римского гражданства», — согласно с этим он у многих даже отнял дарованное им ранее право римского гражданства. Эта политика вызвала новые законодательные меры по отпущению на волю рабов, которое прежде было предоставлено вполне на усмотрение господина. «Полная свобода» (лат. magna et justa libertas), с которой по-прежнему было связано право гражданства, по закону Августа могла быть дарована лишь при известных условиях и под контролем особой комиссии из сенаторов и всадников. При несоблюдении этих условий освобождение давало лишь латинское право гражданства, а рабы, подвергавшиеся позорящим наказаниям, попадали лишь в разряд провинциальных подданных.
Август позаботился о том, чтобы численность граждан была известна, и возобновил почти уже вышедший из употребления ценз. В 28 году граждан, способных носить оружие, оказалось 4 063 000, а 19 лет спустя — 4 163 000. Август сохранил укоренившийся обычай содержать обедневших граждан за государственный счёт и выводить граждан в колонии. Но предметом особенных его забот был сам Рим — его благоустройство и украшение. Он хотел возродить также и духовную силу народа, крепкий семейный быт и простоту нравов. Он реставрировал пришедшие в ветхость храмы и издал законы с целью положить предел распущенности нравов, поощрять браки и воспитание детей (Leges Juliae и Papia Poppeae, 9 г. н. э.). Особые податные привилегии даны были тем, кто имел трёх сыновей (лат. jus trium liberorum).
Памятуя слова Горация, что законы немощны, когда не получают силы от нравов, Август сам хотел быть образцом древнеримской доблести. Властитель мира жил в скромном доме на Палатине, который впоследствии стал холмом дворцов. Образ жизни Августа и привычка соответствовали республиканскому идеалу — он не носил иной одежды, кроме той, которая была соткана «хозяйкой дома» императрицей Ливией Августой.
В судьбе провинций происходит при нём крутой поворот: из поместий Рима они становятся частями государственного тела (лат. membra partesque imperii). Проконсулам, которые прежде посылались в провинцию для кормления (то есть управления), назначается теперь определённое жалованье и срок их пребывания в провинции удлиняется. Прежде провинции были только предметом поборов в пользу Рима. Теперь, наоборот, из Рима им выдаются субсидии. Август отстраивает провинциальные города, погашает их долги, приходит к ним на помощь во время бедствий. Государственная администрация находится ещё в зачатке — император имеет мало средств для сбора информации о ситуации в провинциях и потому считает нужным лично знакомиться с положением дела. Август посетил все провинции, кроме Африки и Сардинии, и многие годы провёл в их объезде. Он устроил почтовое сообщение для нужд администрации — в центре империи (на Форуме) была поставлена колонна, от которой считались расстояния по многочисленным дорогам, шедшим из Рима к окраинам.
Республика не знала постоянной армии — солдаты присягали полководцу, призвавшему их под знамёна на год, а позднее — «до окончания похода». С Августа власть главнокомандующего становится пожизненной, армия — постоянной. Служба в войсках определяется в 20 лет, после чего «ветеран» получает право на почётный отпуск и на обеспечение деньгами или землёй. Войско, не нужное внутри государства, располагается вдоль границ. В Риме стоит отборный отряд в 6000 человек, набранный из римских граждан (преторианцы), 3000 преторианцев расположены в Италии. Остальные войска расставлены по границам. Из образовавшихся во время гражданских войн в огромном числе легионов Август сохранил 25 (3 погибли при поражении Публия Вара). Из них в Верхней и Нижней Германии (области по левому берегу Рейна) стояли 8 легионов, в придунайских областях — 6, в Сирии — 4, в Египте и в Африке — по 2 и в Испании — 3. В каждом легионе числилось 5000 солдат. Военная диктатура, не укладываясь более в рамки республиканских учреждений и не ограничиваясь провинциями, водворяется в Риме: перед ней сенат утрачивает своё правительствующее значение и совсем исчезает народное собрание. Место комиций занимают легионы — они служат орудием власти, но они же всегда готовы быть и источником власти для того, кому благоприятствуют.
Наследник Цезаря Август взял на себя задачу сделать в Германии то, что было сделано в Галлии его дядей — покорением воинственных и подвижных племён, обеспечить Риму крепкую границу и безопасность с севера. С двух сторон — с запада, по направлению к Эльбе, и с юга, по направлению к Дунаю — приёмные сыновья императора Друз Старший и Тиберий вели римские легионы в сердце Германии. Но план удался только наполовину: поражение Публия Вара (9 г. н. э.) в Тевтобургском Лесу заставило Рим отказаться от мысли о распространении своего владычества до Эльбы и ограничиться Рейном. На юге, где германцы ещё не поселились массами, удалось довести границу до Дуная и образовать новые провинции: Рецию (с Винделицией) и Норик. Более ожесточённым было сопротивление, которое римляне встретили далее на востоке — в Паннонии, где воевал уже Август, и в Далмации, куда римляне проникали из Иллирии. Решительная победа Тиберия в далматинско-паннонской войне (9 г. н. э.) обеспечила за Римом границу по Дунаю от его истока до устья и организацию трёх новых провинций — Паннонии, Далмации и Мёзии, ещё ранее покорённой проконсулом Македонии.
Август замкнул третий концентрический круг римского владычества и на юге. Египет, теснимый Сирией, держался Рима и этим избежал аннексии Сирией, а потом сохранял независимость благодаря своей царице Клеопатре, сумевшей очаровать Цезаря и Марка Антония. Постаревшей царице не удалось достигнуть того же по отношению к хладнокровному Августу, и Египет стал римской провинцией. Точно также и в западной части Северной Африки римское владычество окончательно утвердилось при Августе, который покорил Мавретанию и отдал её нумидийскому царю Юбе, Нумидию же присоединили к провинции Африка. Римские пикеты охраняли от кочевников пустыни занятые области по всей линии от Марокко до Киренаики на границах Египта.

#### Династия Юлиев-Клавдиев: наследники Августа (14—69 гг.)

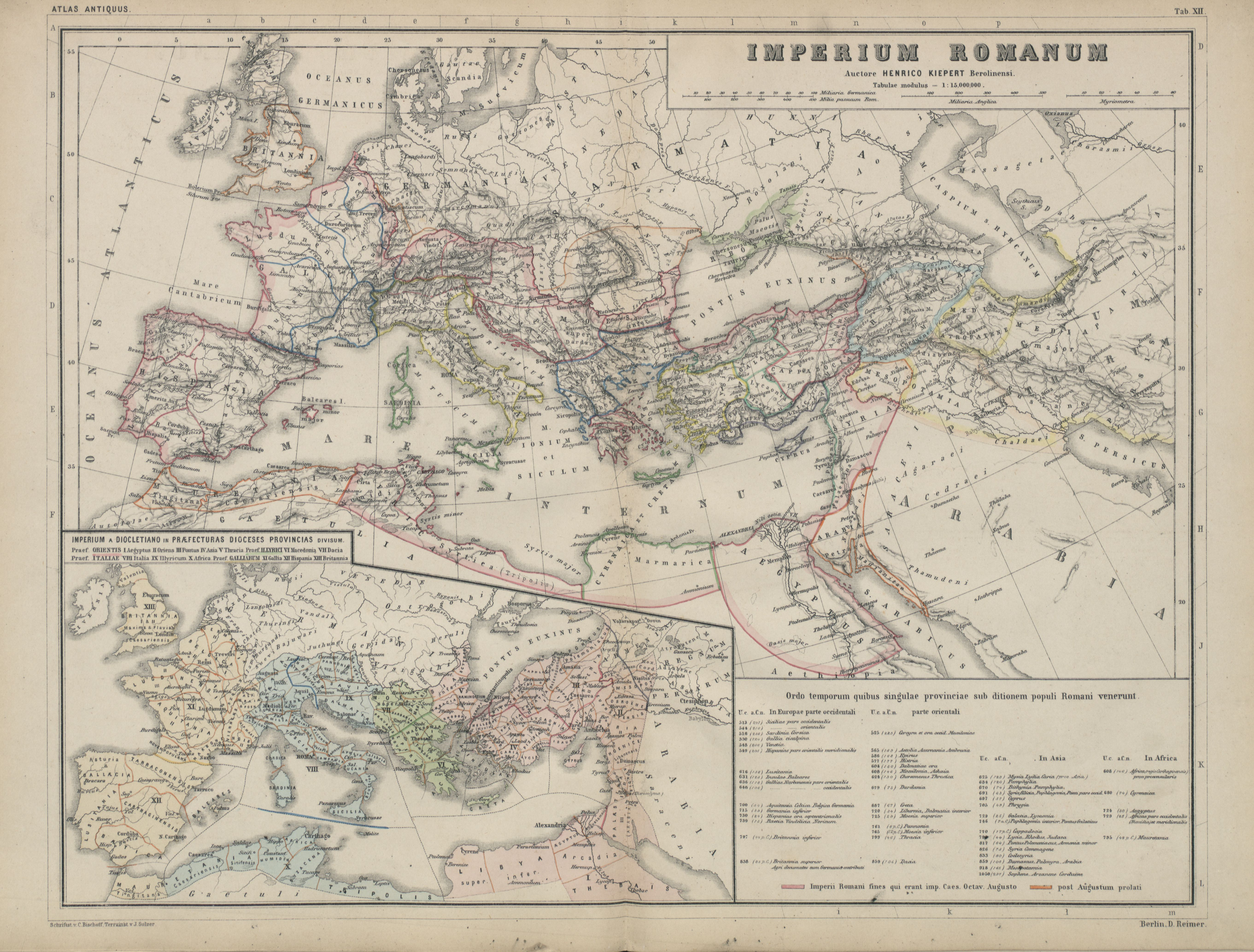
Карта Римской империи из атласа «Atlas antiquus. Zwölf Karten zur Alten Geschichte» изд. 1870 г. — источник: Государственный Архив в Познани

Недостатки государственной системы, созданной Августом, обнаружились тотчас после его смерти. Он оставил неразрешённым столкновение интересов и прав между усыновлённым им приёмным сыном Тиберием и родным внуком, негодным юношей, им же заточённым на остров. Тиберий (14—37) по своим заслугам, уму и опытности имел право на первое место в государстве. Он не желал быть деспотом: отвергая титул господина (dominus), с которым льстецы к нему обращались, он говорил что он господин лишь для рабов, для провинциалов — император, для граждан — гражданин. Провинции нашли в нём, по признанию самих его ненавистников, заботливого и дельного правителя — он недаром говорил своим проконсулам, что добрый пастырь стрижёт овец, но не сдирает с них кожу. Но в Риме перед ним стоял сенат, полный республиканских преданий и воспоминаний о минувшем величии, и отношения между императором и сенатом скоро были испорчены льстецами и доносчиками. Несчастные случаи и трагические сплетения в семье Тиберия ожесточили императора, и тогда началась кровавая драма политических процессов, вошедшая в историю как «нечестивая война (лат. impia bella) в сенате», столь страстно и художественно изображённая в бессмертном творении Тацита, заклеймившего позором чудовищного старика на острове Капри.
Во времена правления Тиберия происходит зарождение раннего христианства в провинции Иудея.
На место Тиберия, последние минуты которого нам в точности неизвестны, был провозглашён сын его племянника, популярного и всеми оплаканного Германика, — Калигула (37—41), юноша довольно симпатичный, но скоро обезумевший от власти и дошедший до мании величия и исступлённой жестокости. Меч преторианского трибуна пресёк жизнь этого безумца, намеревавшегося поставить свою статую в Иерусалимском храме для поклонения вместе с Иехова. Сенат вздохнул свободно и возмечтал о республике, но преторианцы дали ему нового императора в лице Клавдия (41—54) — брата Германика. Клавдий был практически игрушкой в руках своих двух жён — Мессалины и Агриппины, покрывших позором римскую женщину того времени. Его образ, однако, искажён политической сатирой, и при Клавдии (не без его участия) продолжалось как внешнее, так и внутреннее развитие империи. Клавдий родился в Лионе и потому особенно близко к сердцу принимал интересы Галлии и галлов: в сенате он лично отстаивал ходатайство жителей северной Галлии, просивших сделать для них доступными почётные должности в Риме. Клавдий обратил в 46 году царство Котиса в провинцию Фракию, а из Мавретании сделал римскую провинцию. При нём же совершилось военное занятие Британии, окончательно покорённой Агриколой. Интриги, а может быть, и преступление, Агриппины открыли путь к власти её сыну, Нерону (54—68). И в этом случае, как почти всегда в первые два века империи, принцип наследственности принёс ей вред. Между личным характером и вкусами молодого Нерона и его положением в государстве было полное несоответствие. В итоге жизни Нерона разразился военный мятеж; император покончил с собой, и в последующий год гражданской войны сменились и погибли три императора — Гальба, Отон, Вителлий.

#### Династия Флавиев(69—96)

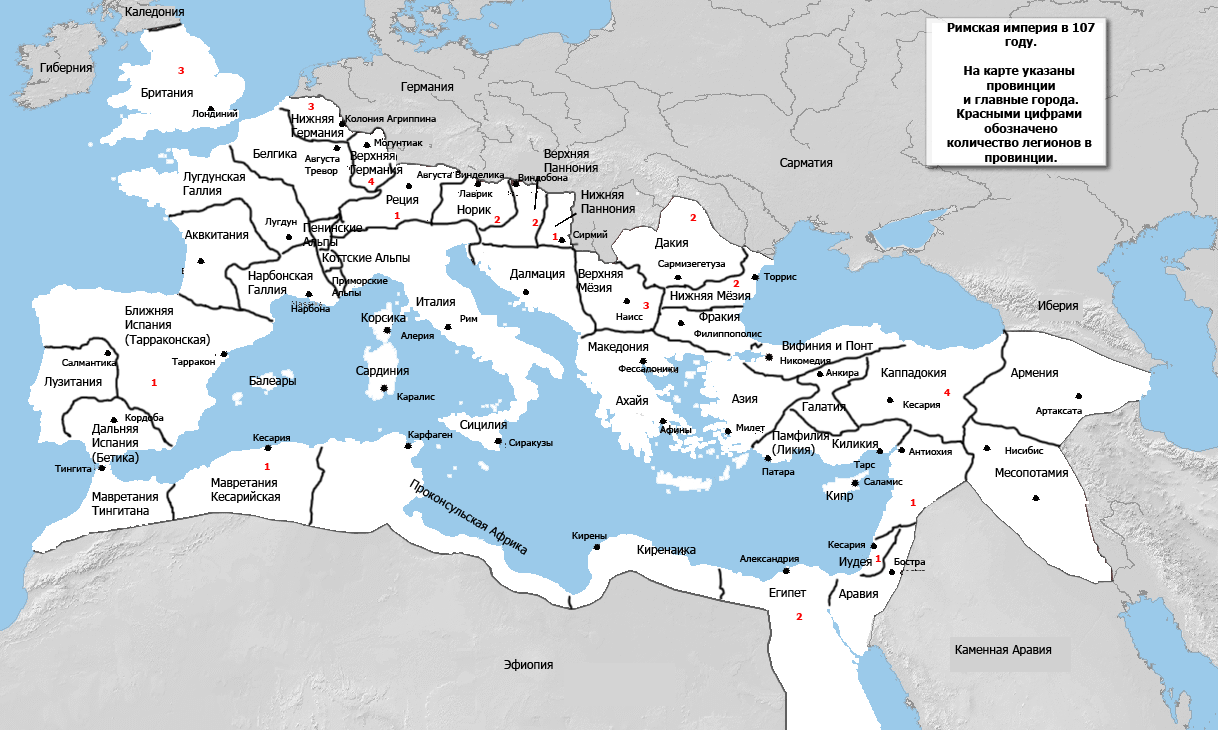

Окончательно власть досталась главнокомандующему в войне против восставших иудеев, Веспасиану. В лице Веспасиана (70—79) империя получила организатора, в котором она нуждалась после внутренних смут и восстаний. Им было подавлено восстание в Иудее, восстание батавов, уладил отношения к сенату и привёл в порядок государственное хозяйство, будучи сам образцом древнеримской простоты нравов. В лице его сына, Тита (79—81), разрушителя Иерусалима, императорская власть окружила себя ореолом человеколюбия, а младший сын Веспасиана, Домициан (81—96), снова послужил подтверждением того, что принцип наследственности не приносил Риму счастья. Домициан подражал Тиберию, воевал на Рейне и на Дунае, хотя не всегда удачно, враждовал с сенатом и погиб в результате заговора.

#### Пять хороших императоров— Антонины (96—180)

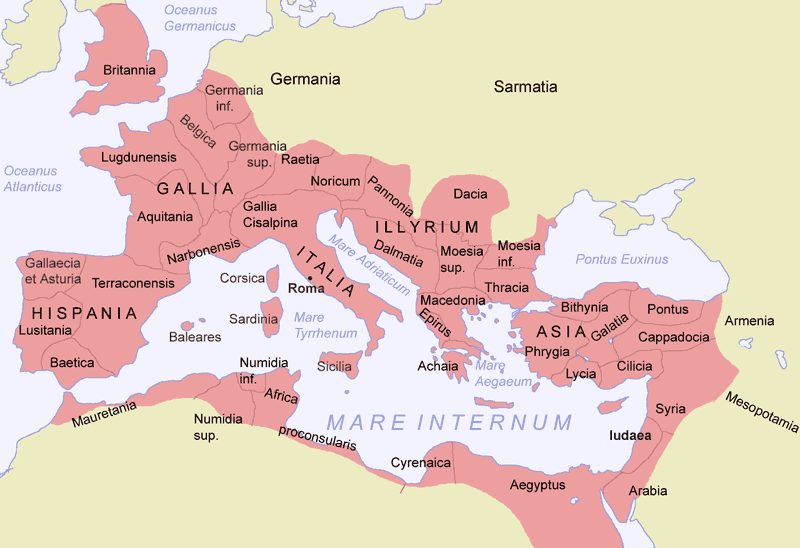
Римская империя при Траяне

Следствием этого заговора было призвание к власти не генерала, а человека из среды сената, Нервы (96—98), который, усыновив Ульпия Траяна (98—117), дал Риму одного из лучших его императоров. Траян был родом из Испании; его возвышение является знаменательным признаком социального процесса, совершавшегося в империи. После владычества двух патрицианских родов, Юлиев и Клавдиев, на римском престоле появляется последний патриций Гальба, затем императоры из муниципиев Италии и, наконец, провинциал из Испании. Траян открывает собой ряд императоров, сделавших второй век лучшей эпохой империи: все они — Адриан (117—138), Антонин Пий (138—161), Марк Аврелий (161—180) — провинциального происхождения (испанцы, кроме Антонина, который был из южной Галлии); все они обязаны своим возвышением усыновлению предшественником. Траян прославился как полководец, империя достигла при нём своих максимальных пределов.
Траян раздвинул пределы империи на север, где была завоёвана и колонизована Дакия, от Карпат до Днестра, и на восток, где были образованы четыре провинции: Армения (малая — верховья Евфрата), Месопотамия (низовья Евфрата), Ассирия (область Тигра) и Аравия (на юго-восток от Палестины). Это было сделано не столько с завоевательными целями, сколько для того, чтобы отодвинуть от империи грозившие ей постоянным вторжением варварские племена и кочевников пустыни. Это видно из тщательной заботы, с которой Траян и его преемник Адриан, для укрепления границ, насыпали громадные валы, с каменными бастионами и башнями, остатки которых сохранились до наших дней — в северной Англии, в Молдове (Траянов вал), лимес от Рейна (в северном Нассау) через Майн и южную Германию к Дунаю.

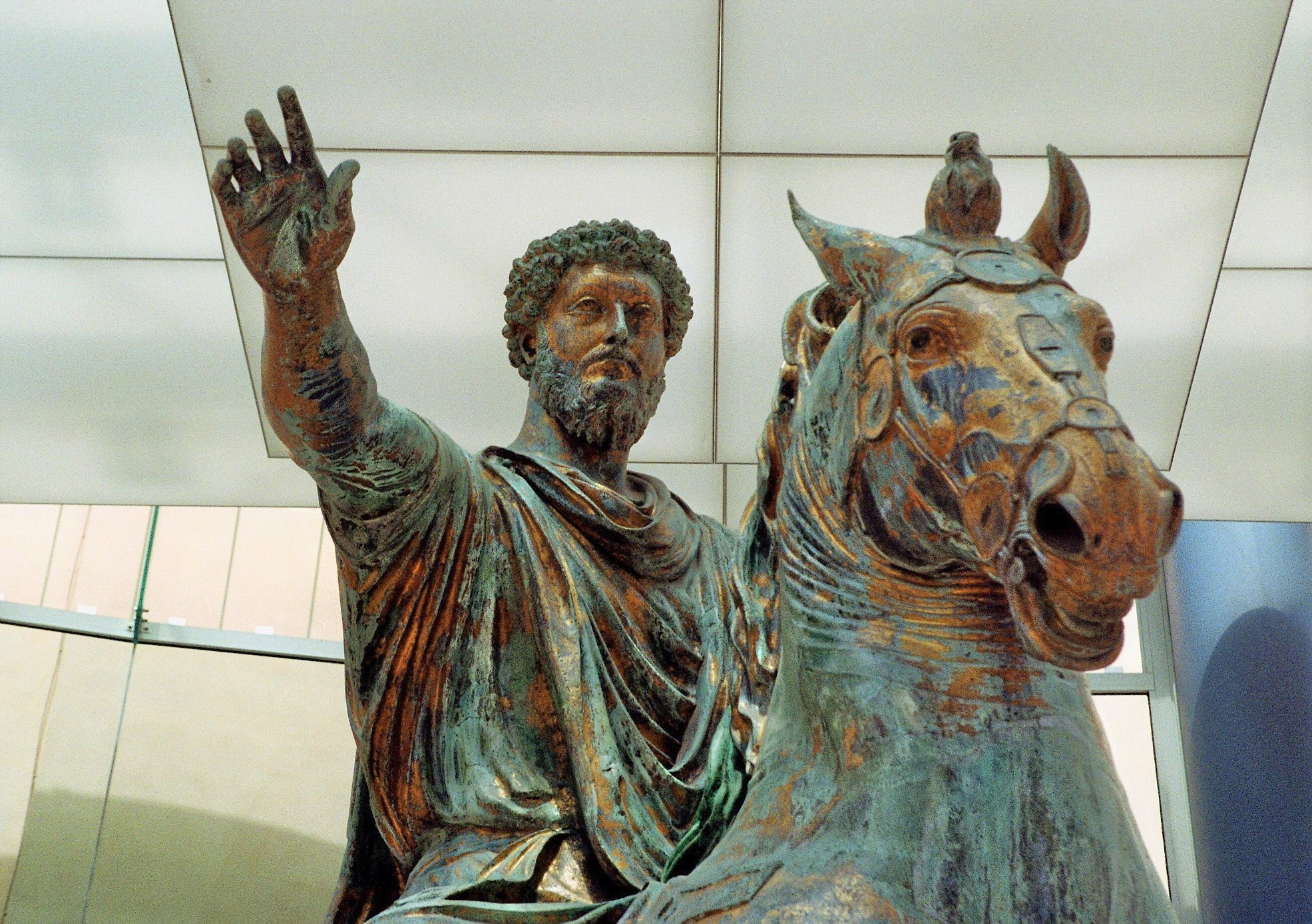
Конная статуя Марка Аврелия

Миролюбивый Адриан занялся преобразованиями в администрации и в области права. Как Август, Адриан провёл многие годы в посещении провинций; он не побрезгал взять на себя должность архонта в Афинах и лично составил для них проект городского управления. Идя с веком, он был просвещённее, чем Август, и стоял на уровне современной ему образованности, достигшей тогда своего апогея. Как Адриан своими финансовыми реформами заслужил прозвище «обогатителя мира», так его преемник Антонин был прозван «отцом рода человеческого», за его попечения о провинциях, подвергшихся бедствиям. Высшее место в ряду Цезарей занимает Марк Аврелий, прозванный философом, о нём мы можем судить не по одним эпитетам — мы знаем его мысли и планы в его собственном изложении. Как велик был прогресс политической мысли, совершившийся в лучших людях Р. со времени падения республики, об этом яснее всего свидетельствуют его знаменательные слова, «Я носил в своей душе образ свободного государства, в котором все управляется на основании одинаковых для всех законов и равного для всех права». Но и этому философу на престоле пришлось испытать на себе, что власть римского императора — личная военная диктатура; многие годы он должен был провести в оборонительной войне на Дунае, где он и умер. После четырёх императоров, воцарившихся в зрелом возрасте, престол опять достался, по праву наследства, юноше, и опять недостойному. Предоставив управление государством любимцам, Коммод (180—193), подобно Нерону, жаждал лавров не на поле битвы, а в цирке и амфитеатре: но вкусы его были не артистические, как у Нерона, а гладиаторские. Он погиб от руки заговорщиков.

#### Династия Северов (193—235)

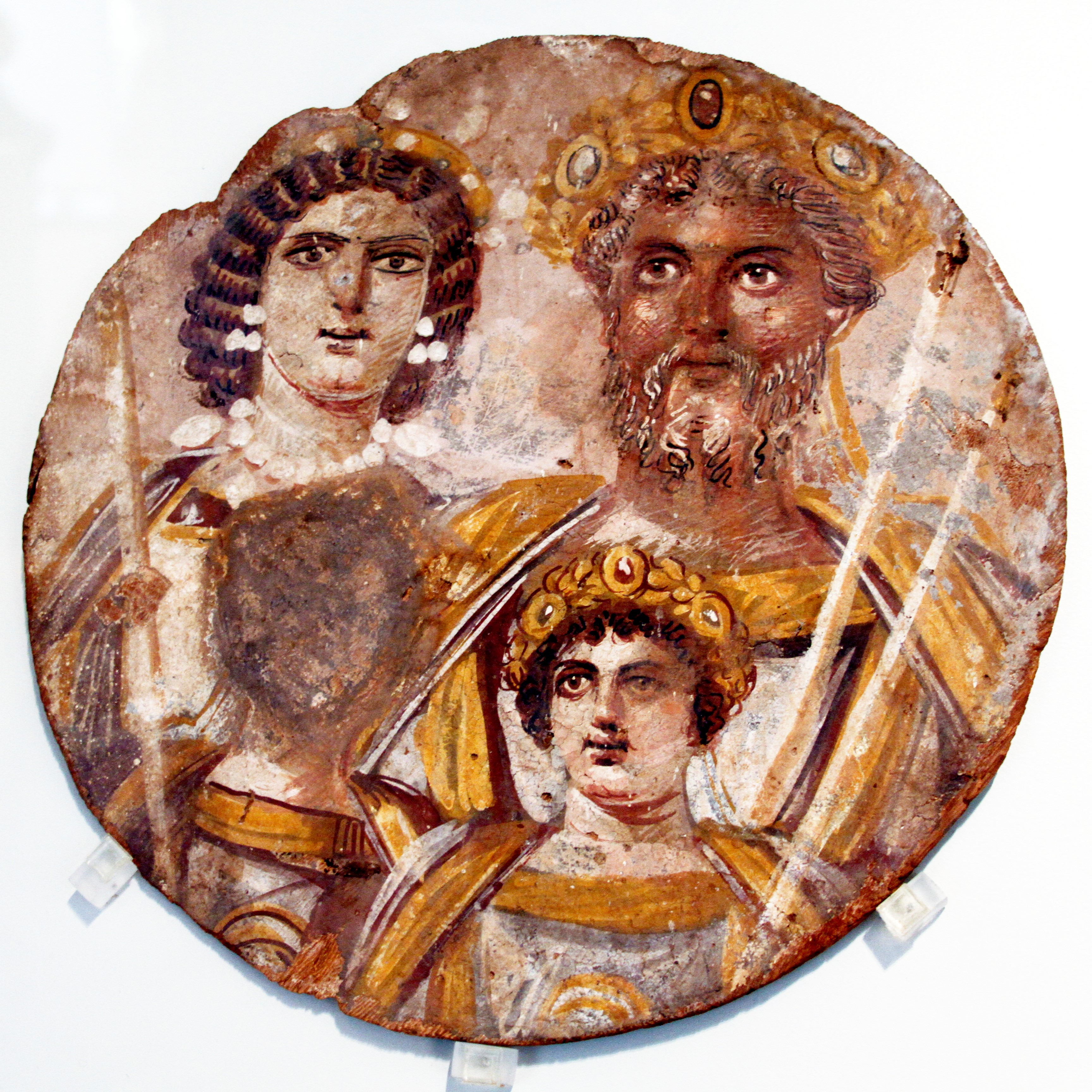
Тондо Северов, около 199 года. Изображены Септимий, Юлия Домна, Каракалла и Гета, лицо которого стёрто

Ни ставленник заговорщиков префект Пертинакс, ни сенатор Дидий Юлиан, купивший порфиру у преторианцев за громадные деньги, не удержались у власти; иллирийские легионы позавидовали своим товарищам и провозгласили императором своего полководца, Септимия Севера. Септимий был родом из Лептиса в Африке; в его произношении слышен был африканец, как в речи Адриана — испанец. Его возвышение знаменует успехи римской культуры в Африке. Здесь ещё живы были традиции пунийцев, странным образом сливавшиеся с римскими. Если тонко образованный Адриан восстановил гробницу Эпаминонда, то Септимий, как гласит предание, построил мавзолей Ганнибалу. Но пуниец теперь воевал за Рим. Соседи Рима снова почувствовали на себе тяжёлую руку победоносного императора; римские орлы облетали границы от Вавилона на Евфрате и Ктесифона на Тигре до Йорка на далёком севере, где умер в 211 году Септимий Север, ставленник легионов, был первым солдатом на престоле Цезарей. Грубая энергия, которую он принёс с собой из своей африканской родины, выродилась в дикость в его сыне Каракалле, который захватил единовластие убийством брата. Каракалла ещё яснее проявлял свои африканские симпатии, везде ставя статуи Ганнибала. Рим обязан ему, впрочем, великолепными термами (Термы Каракаллы). Как и отец, он неутомимо защищал римские земли на двух фронтах — на Рейне и на Евфрате. Его необузданность вызвала заговор среди окружавших его военных, жертвой которого он пал. Вопросы права имели в Риме тех времён такое значение, что именно солдату Каракалле Рим обязан одним из величайших гражданских подвигов — предоставлением всем провинциалам права римского гражданства. То, что это была не просто фискальная мера, видно из льгот, дарованных египтянам. Со времени завоевания Августом царства Клеопатры эта страна находилась на особом бесправном положении. Септимий Север возвратил Александрии самоуправление, а Каракалла не только предоставил александрийцам право занимать государственные должности в Риме, но и впервые ввёл египтянина в сенат. Возвышение пунийцев на престол Цезарей повлекло за собой призвание к власти их соплеменников из Сирии. Сестре вдовы Каракаллы, Мезе, удалось устранить с престола убийцу Каракаллы и заместить его своим внуком Гелиогабалом. Воцарение его представляет странный эпизод в истории римских императоров: это было водворение в Риме восточной теократии. Но жреца невозможно было представить во главе римских легионов, и Гелиогабал был скоро заменён своим двоюродным братом, Александром Севером. Воцарение Сасанидов на месте парфянских царей и вызванное этим религиозно-национальное обновление персидского востока заставили молодого императора провести много лет в походах; но какое значение имел и для него религиозный элемент, об этом свидетельствует его ларарий (lararium), в котором собраны были изображения всех богов, пользовавшихся культом в пределах империи, и в том числе Христа. Александр Север погиб близ Майнца жертвой солдатского своеволия.

### Кризис III века (235—284)

Тогда произошло событие, показавшее, до какой степени быстро совершался в войсках, самом жизненном элементе тогдашнего Рима, процесс ассимиляции римских и провинциальных элементов и как близок был час господства варваров над Римом. Легионы провозгласили императором Максимина, сына гота и аланки, бывшего пастухом и обязанного своему богатырскому телосложению и храбрости быстрой военной карьерой. Это преждевременное торжество северного варварства вызвало реакцию в Африке, где провозгласили императором проконсула Гордиана. После кровопролитных столкновений власть осталась в руках юноши, внука Гордиана. В то время, когда он с успехом отражал на востоке персов, он был свергнут другим варваром на римской военной службе — Филиппом Арабом, сыном разбойничьего шейха в Сиро-арабийской пустыне. Этому семиту суждено было пышно отпраздновать в 248 году тысячелетие Рима, но процарствовал он недолго: его легат, Деций, под давлением своих солдат был вынужден отнять у него власть. Деций был римского происхождения, но семья его давно уже была выселена в Паннонию, где он и родился. При Деции обнаружили свою силу два новых врага, подрывавших Римскую империю — готы, вторгшиеся из-за Дуная во Фракию, и христианство. Против них направил Деций свою энергию, но его гибель в сражении с готами уже в следующем году (251) избавила христиан от его жестоких эдиктов. Власть захватил его товарищ, Валериан, принявший в соправители своего сына Галлиена: Валериан погиб в плену у персов, а Галлиен продержался до 268 года. Римская империя была уже так расшатана, что целые области отделялись от неё под автономным управлением местных главнокомандующих (напр. Галлия и Пальмирское царство на Востоке). Главным оплотом Рима были в это время генералы иллирийского происхождения: там, где опасность от готов заставила сплотиться защитников Рима, были избираемы один за другим, по совещанию командиров, способнейшие полководцы и администраторы: Клавдий II, Аврелиан, Проб и Кар. Аврелиан покорил Галлию и царство Зиновии и восстановил прежние пределы империи; он же обнёс новой стеной Рим, который давно вырос из рамок стен Сервия Туллия и стал открытым беззащитным городом. Все эти ставленники легионов скоро погибали от рук возмутившихся солдат: Проб, например, за то, что, заботясь о благосостоянии своей родной провинции, заставил солдат разводить виноградники на Рейне и Дунае.

### Тетрархия и доминат (285—324)

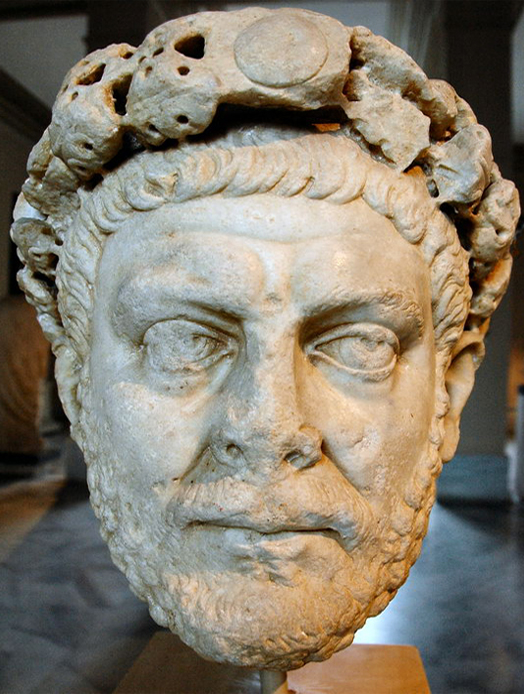
Бюст Диоклетиана, археологический музей Стамбула

Наконец, по решению офицеров в Халкидоне, в 285 году был возведён на престол Диоклетиан, достойно завершающий собой ряд языческих императоров Рима. Преобразования Диоклетиана совершенно изменяют характер и формы Римской империи: они подводят итоги предшествовавшему историческому процессу и полагают начало новому политическому порядку. Диоклетиан сдаёт в архив истории принципат Августа и создаёт римско-византийское единодержавие. Этот далматиец, надев на себя венец восточных царей, окончательно развенчал царственный Рим. В хронологических рамках очерченной выше истории императоров постепенно совершался величайший исторический переворот культурного характера: провинции покоряют Рим. В области государственной это выражается исчезновением дуализма в лице государя, который в организации Августа был принцепсом для римлян, а для провинциалов — императором. Дуализм этот постепенно утрачивается, причём военная власть императора поглощает в себя гражданскую республиканскую магистратуру принципата. Пока было ещё живо предание Рима, держалась и идея принципата, но когда в конце III века императорская власть досталась африканцу, военный элемент во власти императора совершенно вытеснил римское наследие. Вместе с тем частое вторжение в государственную жизнь римских легионов, облекавших императорской властью своих командиров, унизило эту власть, сделало её доступной всякому честолюбцу и лишило её прочности и продолжительности. Обширность империи и одновременные войны по всей её границе не позволяли императору сосредоточить все военные силы под своей непосредственной командой, легионы на другом конце империи свободно могли провозгласить императором своего любимца, чтобы получить от него обычное «пожалование» деньгами. Это побудило Диоклетиана реорганизовать императорскую власть на началах коллегиальности и иерархии.

### РеформыДиоклетиана

#### Тетрархия

Карта Римской империи времён Тетрархии, показывающая диоцезы и зоны, контролируемые тетрархами

Император, в звании Августа, получал товарища в другом Августе, управлявшем другой половиной империи; при каждом из этих Августов состояло по Цезарю, который являлся соправителем и наместником своего Августа. Такая децентрализация императорской власти давала ей возможность непосредственно проявляться в четырёх пунктах империи, а иерархическая система в отношениях Цезарей и Августов соединяла их интересы и давала легальный выход честолюбию главнокомандующих. Диоклетиан как старший Август избрал своим местопребыванием Никомедию в Малой Азии, второй Август (Максимиан Марк Аврелий Валерий) — Милан. Рим не только перестал быть центром императорской власти, но этот центр от него удалился, был перенесён на восток; Рим не удержал даже второго места в империи и должен был уступить его городу побеждённых им некогда инсубров — Милану. Новая власть удалилась от Рима не только топографически: она стала ему ещё более чуждой по своему духу. Титул господина (dominus), который ранее использовался рабами по отношению к своим хозяевам, стал официальным титулом императора; слова sacer и sacriatissimus — священнейший — стали официальными эпитетами его власти; коленопреклонение заменило собой отдание воинской чести: золотая, усеянная драгоценными каменьями, риза и белая, покрытая жемчужинами, диадема императора указывали на то, что на характере новой власти сильнее отразилось влияние соседней Персии, чем предание римского принципата.

#### Сенат
Исчезновение государственного дуализма, сопряжённого с понятием принципата, сопровождалось также изменением в положении и характере сената. Принципат, как пожизненное президентство сената, хотя и представлял собой известную противоположность сенату, но вместе с тем держался сенатом. Между тем, римский сенат постепенно переставал быть тем, чем прежде. Он был некогда корпорацией служилой аристократии города Рима и всегда возмущался приливом чуждых ему элементов; когда-то сенатор Аппий Клавдий поклялся заколоть первого латинянина, который дерзнёт войти в сенат; при Цезаре Цицерон и его друзья острили над сенаторами из Галлии, а когда в начале III века в римский сенат вошёл египтянин Кераунос, в Риме уже некому было возмущаться. Богатейшие из провинциалов давно уже стали переселяться в Рим, скупая дворцы, сады и имения обедневших членов римской аристократии. Уже при Августе цена недвижимости в Италии вследствие этого значительно возвысилась. Эта новая аристократия стала наполнять сенат. Наступило время, когда сенат стал называться «красой всех провинций», «цветом всего мира», «цветом человеческого рода». Из учреждения, составлявшего при Тиберии противовес императорской власти, сенат сделался императорским. Это аристократическое учреждение подверглось, наконец, преобразованию в бюрократическом духе — распалось на классы и разряды, отмеченные чинами (illiustres, spectabiles, clarissimi и т. д.). Наконец, оно распалось на два — на римский и константинопольский сенат: но это разделение уже не имело существенного значения для империи, так как государственное значение сената перешло к другому учреждению — к совету государя или консистории.

#### Администрация
Ещё более, чем история сената, характерен для Римской империи процесс, совершившийся в области администрации. Под воздействием императорской власти здесь создаётся новый тип государства, на смену городской державы — городоуправления, каким являлся республиканский Рим. Цель эта достигается бюрократизацией управления, заменой магистрата чиновником. Магистрат был гражданином, облечённым властью на определённый срок и несущим свою обязанность, как почётную должность (honor). При нём состоял известный штат приставов, писцов (apparitores) и слуг. Это были люди им приглашённые или даже просто его рабы и вольноотпущенники. Такие магистраты постепенно заменяются в империи людьми, находящимися на постоянной службе императора, получающими от него определённое содержание и проходящими известную карьеру, в иерархическом порядке. Начало переворота относится ещё ко времени Августа, назначившего жалованье проконсулам и пропреторам. В особенности много для развития и усовершенствования администрации в империи сделал Адриан; при нём произошла бюрократизация двора императора, который прежде управлял своими провинциями посредством вольноотпущенников; Адриан возвёл своих придворных на степень государственных сановников. Число слуг государя постепенно растёт: сообразно с этим увеличивается число их разрядов и развивается иерархическая система управления, достигающая, наконец, той полноты и сложности, которую она представляет в «Государственном календаре чинов и званий империи» — Notitia dignitatum. По мере развития бюрократического аппарата изменяется весь облик страны: он становится однообразнее, ровнее. В начале империи все провинции, в отношении к управлению, резко отличаются от Италии и представляют большое разнообразие между собой; такое же разнообразие замечается в пределах каждой провинции; она включает в себя автономные, привилегированные и подвластные города, иногда вассальные царства или полудикие племена, сохранившие свой первобытный строй. Мало-помалу эти различия стушёвываются и при Диоклетиане частью обнаруживается, частью совершается коренной переворот, подобный тому, который был совершён французской революцией 1789 года, заменившей провинции, с их исторической, национальной и топографической индивидуальностью, однообразными административными единицами — департаментами. Преобразуя управление Римской империи, Диоклетиан разделяет её на 12 диоцезов под управлением отдельных викариев, то есть наместников императора; каждый диоцез подразделяется на более мелкие, чем прежде, провинции (в числе от 4 до 12, в общем итоге 101), под управлением чиновников разных наименований — correctores, consulares, praesides и т. д. Вследствие этой бюрократизации исчезает прежний дуализм между Италией и провинциями; сама Италия дробится на административные единицы, и из римской земли (ager romanus) становится простой провинцией. Один Рим ещё остаётся вне этой административной сети, что весьма знаменательно для его будущей судьбы. С бюрократизацией власти тесно связана и её централизация. Эту централизацию особенно интересно проследить в области судопроизводства. В республиканской администрации претор самостоятельно творит суд; он не подвержен апелляции и, пользуясь правом издавать эдикт, сам устанавливает нормы, которых намерен держаться на суде. В конце рассматриваемого нами исторического процесса установлена апелляция на суд претора к императору, который распределяет жалобы, по характеру дел, между своими префектами. Таким образом императорская власть фактически завладевает судебной властью; но она присваивает себе и самое творчество права, которое суд прилагает к жизни. По упразднении комиций законодательная власть перешла к сенату, но рядом с ним император издавал свои приказы; с течением времени он присвоил себе и власть издавать законы; от старины сохранилась лишь форма распубликования их посредством рескрипта императора к сенату. В этом установлении монархического абсолютизма, в этом усилении централизации и бюрократии нельзя не видеть торжества провинций над Римом и в то же время творческой силы римского духа в области государственного управления.

#### Право
Такое же торжество покорённых и такое же творчество Р. духа приходится отметить и в области права. В древнем Риме право имело строго национальный характер: оно было исключительным достоянием одних «квиритов», то есть римских граждан, и потому называлось квиритским. Иногородние судились в Риме претором «для иноземцев» (peregrinus); та же система была затем применена к провинциалам, высшим судьёй которых стал римский претор. Преторы сделались, таким образом, творцами нового права — права не римского народа, а народов вообще (jus gentium). Создавая это право, римские юристы раскрыли общие начала права, одинаковые у всех народов, и стали их изучать и ими руководиться. При этом они, под влиянием греческих философских школ, особенно стоической, поднялись до сознания естественного права (jus naturale), проистекающего из разума, из того «высшего закона», который, по выражению Цицерона, возник «до почина веков, до существования какого-либо писанного закона или устроения какого-либо государства». Преторское право сделалось носителем начал разума и справедливости (aequitas), в противоположность буквальной интерпретации и рутине права квиритов. Городской претор (urbanus) не мог остаться вне влияния преторского права, которое стало синонимом естественного права и естественного разума. Обязанный «прийти на помощь гражданскому праву, дополнять его и исправлять ради общественной пользы», он стал проникаться началами права народов, и, наконец, право провинциальных преторов — jus honorarium — стало «живым голосом римского права». Это было время его расцвета, эпоха великих юристов II и III веков Гая, Папиниана, Павла, Ульпиана и Модестина, продолжавшаяся до Александра Севера и давшая римскому праву ту силу, глубину и тонкость мысли, которая побудила народы видеть в нём «писаный разум», а великого математика и юриста, Лейбница — сопоставить его с математикой.

### Римские идеалы

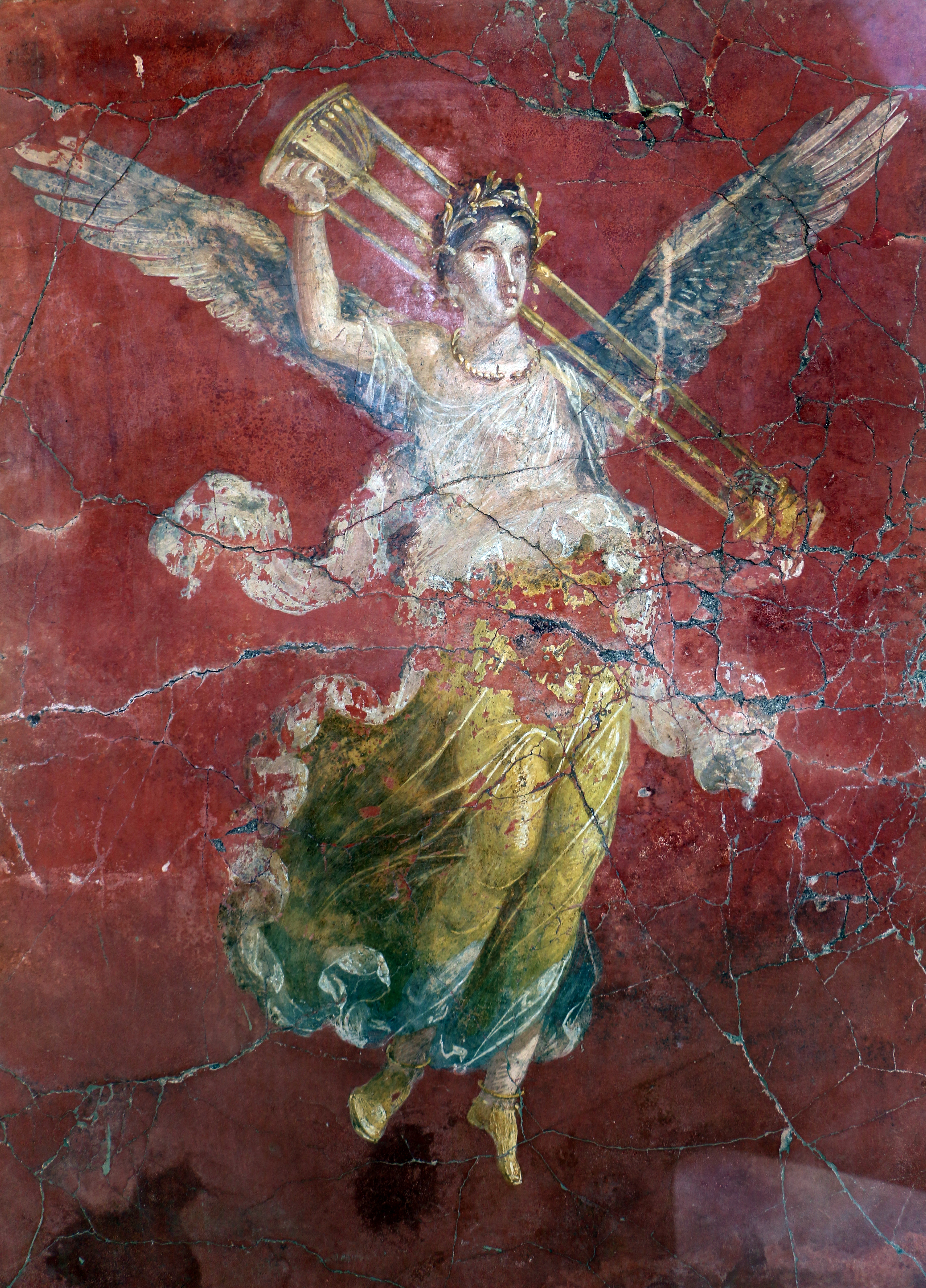
Крылатая Виктория, римская фреска из Помпей эпохи Нерона

Подобно тому, как «строгое» право (jus strictum) римлян под воздействием права народов проникается идеей общечеловеческого разума и справедливости, в Римской империи одухотворяется значение Рима и идея римского владычества. Повинуясь дикому инстинкту народа, алчного до земли и добычи, римляне времён республики не нуждались в оправдании своих завоеваний. Ещё Тит Ливий находит совершенно естественным, чтобы народ, происходящий от Марса, покорял себе другие народы, и приглашает последних покорно сносить римскую власть. Но уже при Августе Вергилий, напоминая своим согражданам, что их назначение — владычествовать над народами (tu regere imperio populos, Romane, memento), придаёт этому владычеству моральное назначение — водворять мир и щадить покорённых (parcere subjectis). Идея римского мира (pax romana) становится с этих пор девизом римского владычества. Её возвеличивает Плиний, её прославляет Плутарх, называя Рим «якорем, который навсегда приютил в гавани мир долго обуреваемый и блуждавший без кормчего». Сравнивая власть Рима с цементом, греческий моралист видит значение Рима в том, что он организовал всечеловеческое общество среди ожесточённой борьбы людей и народов. Этой же идее римского мира дал официальное выражение император Траян в надписи на храме, воздвигнутом им на Евфрате, когда до этой реки была вновь отодвинута граница империи. Но значение Рима скоро поднялось ещё выше. Водворяя среди народов мир, Рим призывал их к гражданскому порядку и благам цивилизации, предоставляя им широкий простор и не насилуя их индивидуальности. Он властвовал, по словам поэта, «не оружием только, а законами». Мало того: он призывал постепенно все народы к участию во власти. Высшая похвала римлян и достойная оценка их лучшего императора заключается в замечательных словах, с которыми греческий оратор, Аристид, обратился к Марку Аврелию и его товарищу Веру: «при вас всё для всех открыто. Всякий, кто достоин магистратуры или общественного доверия, перестаёт считаться иностранцем. Имя римлянина перестало быть принадлежностью одного города, но стало достоянием человеческого рода. Вы установили управление миром наподобие строя одной семьи». Немудрено поэтому, что в Римской империи рано появляется представление о Риме как общем отечестве. Замечательно, что эту идею вносят в Рим выходцы из Испании, давшей Риму и лучших императоров. Уже Сенека, воспитатель Нерона и во время его малолетства правитель империи, восклицает: «Рим — как бы наше общее отечество». Это выражение усваивают себе затем, уже в более положительном смысле, римские юристы. «Рим — общее наше отечество»: на этом, между прочим, основывается утверждение, что изгнанный из одного города не может проживать в Риме, так как «Р. — отечество всех». Понятно почему страх Р. владычества стал уступать у провинциалов место любви к Риму и какому-то поклонению пред ним. Нельзя без умиления читать стихотворение греческой поэтессы Мелинны (единственное от неё, до нас дошедшее), в котором она приветствует «Рому, дочь Ареса», и сулит ей вечность — или прощание с Римом галла Рутилия, на коленах лобызавшего, со слезами на глазах, «священные камни» Р., за то, что он «создал единое отечество многим народам», за то, что «благом стала для покорённых против их воли римская власть», за то, что «Рим превратил мир в стройную общину (urbem fecisti quod prius orbis erat) и не только владычествовал, но, что важнее, был достоин владычества». Гораздо существеннее, чем эта благодарность провинциалов, благословляющих Рим за то, что он, говоря словами поэта Пруденция, «поверг побеждённых в братские оковы», другое чувство, вызванное сознанием, что Рим стал общим отечеством. С тех пор как, по выражению Ам. Тьерри, «маленькая община на берегах Тибра разрослась во вселенскую общину», с тех пор как расширяется и одухотворяется идея Рима и римский патриотизм принимает моральный и культурный характер, любовь к Риму становится любовью к роду человеческому и связующим его идеалом. Уже поэт Лукан, племянник Сенеки, даёт этому чувству сильное выражение, говоря о «священной любви к миру» (sacer orbis amor) и прославляя «гражданина, убеждённого в том, что он родился на свет не для себя, а для всего этого света». Это общее сознание культурной связи между всеми римскими гражданами порождает в III веке понятие romanitas, в противоположность варварству. Задача соратников Ромула, отнимавших у соседей, сабинян, их жён и поля, превращается, таким образом, в мирную общечеловеческую задачу. В области идеалов и принципов, возвещаемых поэтами, философами и юристами, Рим достигает высшего своего развития и становится образцом для последующих поколений и народов. Он был обязан этим взаимодействию Рима и провинций; но именно в этом процессе взаимодействия заключались зародыши падения. Оно подготовливалось с двух сторон: претворяясь в провинциях, Рим утрачивал свою творческую, созидательную силу, переставал быть духовным цементом, соединявшим разнородные части; провинции были слишком различны между собой в культурном отношении; процесс ассимиляции и уравнения в правах поднимал на поверхность и ставил нередко на первый план национальные или социальные элементы, ещё не культурные или стоявшие много ниже общего уровня.

### Культурная трансформация
Два главных фактора оказывали негативное влияние на культуру: рабство и войско. Рабство выводило в люди вольноотпущенников, самую испорченную часть античного общества, совмещавших в себе пороки «раба» и «господина», и лишённых всяких принципов и преданий; а так как это были люди способные и необходимые для бывшего господина, то они играли роковую роль повсюду, в особенности при дворе императоров. Войско принимало в себя представителей физической силы и грубой энергии и выводило их быстро — особенно во время смут и солдатских восстаний на вершину власти, приучая общество к насилию и к преклонению перед силой, а правящих — к пренебрежению законом. Другая опасность грозила со стороны политической: эволюция Римской империи заключалась в создании из разнородных по устройству областей, сплочённых Римом оружием, единого стройного государства. Цель эта достигалась развитием специального органа государственного управления — первой в мире бюрократии, которая все размножалась и специализировалась. Но, при все более усиливающемся военном характере власти, при все большем преобладании некультурных элементов, при развивавшемся стремлении к объединению и уравнению, стала ослабевать самодеятельность старинных центров и очагов культуры. В этом историческом процессе выдаётся время, когда владычество Рима уже утратило характер грубой эксплуатации республиканской эпохи, но ещё не приняло мертвенных форм позднейшей империи.
Лучшей эпохой Римской империи всеми признаётся II век, и это приписывается обыкновенно личным достоинствам царствовавших тогда императоров; но не этой только случайностью следует объяснять значение эпохи Траяна и Марка Аврелия, а установившимся тогда равновесием между противоположными элементами и стремлениями — между Римом и провинциями, между республиканским преданием свободы и монархическим порядком. Это было время, которое можно характеризовать прекрасными словами Тацита, восхваляющего Нерву за то, что он «сумел соединить вещи прежде (olim) несовместимые (dissociabiles) — принципат и свободу». В III веке это стало уже невозможным. Среди анархии, вызванной своеволием легионов, развилось бюрократическое управление, венцом которого была система Диоклетиана, с её стремлением все регламентировать, определить обязанности каждого и приковать его к месту: земледельца — к его «глыбе», куриала — к его курии, ремесленника — к его цеху, подобно тому, как эдиктом Диоклетиана всякому товару была указана цена. Тогда-то возник колонат, этот переход от античного рабства к средневековому крепостничеству; прежнее деление людей по политическим разрядам — Римские граждане, союзники и провинциалы — было заменено делением на социальные классы. Вместе с тем наступил и конец античного мира, державшегося двумя понятиями — самостоятельной общины (polis) и гражданина. Полис заменяется муниципием; почётная должность (honos) обращается в повинность (munus); сенатор местной курии или куриал становится крепостным человеком города, обязанным до разорения отвечать своим имуществом за недобор податей; вместе с понятием о polis исчезает и гражданин, который прежде мог быть и магистратом, и воином, и жрецом, теперь же становится или чиновником, или солдатом, или церковником (clericus). Между тем в Римской империи произошёл самый важный по своим последствиям переворот — объединение на почве религиозной (см. Зарождение христианства в Римской империи). Переворот этот подготовлялся уже на почве язычества посредством соединения богов в общий пантеон или даже путём монотеистических представлений; но окончательно это объединение совершилось на почве христианства. Объединение в христианстве вышло далеко за пределы политического объединения, знакомого античному миру: с одной стороны христианство объединяло Римского гражданина с рабом, с другой стороны — римлянина с варваром. Ввиду этого естественно возник вопрос, не было ли христианство причиной падения Римской империи. Рационалист Гиббон в XVIII веке разрешал этот вопрос в безусловно утвердительном смысле. Правда христиане, преследуемые языческими императорами, были нерасположены к империи; правда и то, что после своего торжества, преследуя со своей стороны язычников и дробясь на враждебные секты, христианство разъединяло население империи и, призывая людей из мирского царства в Божье, отвлекало их от гражданских и политических интересов.

### Константин I

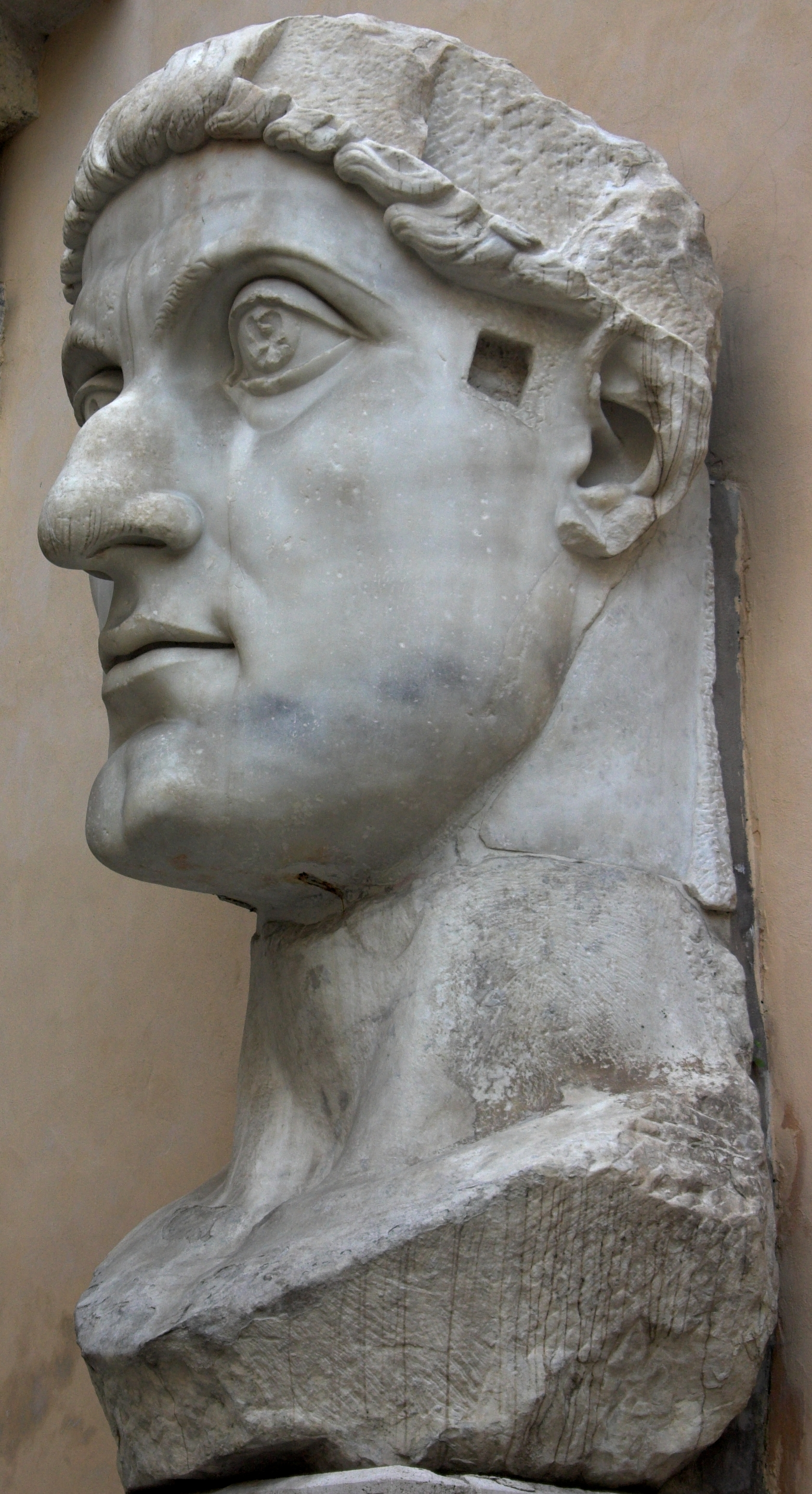
Константин Великий, фрагмент колосса. Капитолийские музеи, Рим

Искусственная тетрархия Диоклетиана продержалась недолго; цезари не имели терпения мирно дожидаться своего возвышения в августы. Ещё при жизни Диоклетиана, ушедшего на покой в 305 году, разразилась война между соперниками.
Провозглашённый британскими легионами в 312 году цезарем Константин разбил под стенами Рима своего соперника, последнего ставленника римских преторианцев, цезаря Максенция. Это поражение Рима открыло путь к торжеству христианства, с которым был связан дальнейший успех победителя. Константин не только дал христианам свободу исповедания в Римской империи, но и признание их церкви со стороны государственной власти. Когда победа при Адрианополе в 323 году над Августом востока, Лицинием, избавила Константина от последнего соперника, христианская церковь стала новым подспорьем его единодержавия. Заменив тетрархию Диоклетиана организацией четырёх префектур, Константин завершил административные преобразования своего предшественника в том специальном политическом стиле, который стал потом известен под именем византийского, с многочисленными придворными должностями и новыми титулами. Насколько и в каком смысле изменилась с Диоклетиана сама императорская власть, об этом лучше всего свидетельствует созванный Константином Никейский собор. Значение, которое заимствовал языческий император от звания «главного понтифекса», имело местно-римский национальный характер и было ничтожно сравнительно с положением, которое занял Константин после принятия христианства. Для новой империи понадобилась и новая столица; ею стал град Константина. Таким образом осуществилось то, что грезилось современникам Цезаря и Августа, о чём говорил с тревогой в своих одах Гораций: возникновение нового Рима на дальнем востоке, преемника древнего города Ромула. Положение Константина было настолько упрочено, что он сделался основателем династии.

### Единая империя после Константина (337—395)
После его смерти (337) власть перешла к его трём сыновьям: Констанций получил Константинополь и восточную префектуру, Констант — иллирийскую префектуру и Италию, Константин II — префектуру Галлию с Африкой. Первым делом новых императоров было истребление родственников. Междоусобие между Константином и Константом и восстание, в котором погиб победивший, соединили всю власть в руках Констанция. В 360 году легионы Галлии провозгласили императором уцелевшего родственника Констанция, Юлиана. Последователь неоплатоников, он взял на себя неосуществимую задачу возродить язычество и остановить торжество христианства. Судьба, однако, не дала ему даже времени состязаться с «Галилеянином»: два года спустя, в битве с войсками Сасанидов, получил ранение копьём, скорее всего нанесённое одним из своих солдат и офицеров, и тут же скончался. Его преемник, провозглашённый в лагере, умер на возвратном пути, не дойдя до Константинополя. Избранный там в императоры комит Валентиниан (364—375) основал вторую христианскую династию, состоявшую из его брата Валента и двух малолетних сыновей, Грациана и Валентиниана II, царствовавших одновременно, но несогласных между собой относительно главной злобы того дня — арианства. Валентиниан I всё своё правление воевал с варварами на Рейне и Дунае. Известен также постройкой оборонительных сооружений как на границе, так и в глубине провинций. Он умер в 376 году на Дунае, оставив западную часть империи двум своим сыновьям. Империя вновь подверглась нашествиям варваров: передовой отряд германского нашествия, вестготы, перешли через Дунай и при Адрианополе сокрушили войска Валента, погибшего в сражении. Юноша Грациан назначил соправителем на Востоке Феодосия I. Через некоторое время Грациан был убит наместником Британии Магном Максимом. После этого запад империи погрузился на десятилетие в гражданские смуты. Максим был разгромлен Феодосием в 388 году и убит. На западе был восстановлен на троне Валентиниан II под присмотром полководца Арбогаста. Три года провёл Феодосий в Риме и Медиолане, а затем вернулся в Константинополь. Через год Валентиниан был обнаружен повешенным, а императором стал Флавий Евгений, ставленник Арбогаста. И вновь Феодосий и его полководец Стилихон отправились на запад и разгромили узурпаторов в ожесточённой битве при реке Фригид к востоку от Аквилеи (394). На короткое время (394—395) Феодосий сосредоточил в своих руках власть над всей империей, став, таким образом, фактически последним единовластным правителем всего римского мира.

### После разделения
Уже в 395 году власть Феодосия перешла к его двум малолетним сыновьям, назначенными Августами — Аркадию на востоке и Гонорию на западе. Империя навсегда потеряла единство. Последовавшее за этим Великое переселение народов стало поворотным событием для римской цивилизации.
Но Западный Рим постепенно ослабевал под натиском варваров. Город семи холмов уже спустя 15 лет — в 410 году, впервые за 8 веков был разграблен неприятелем, из-за чего Западная Римская империя впала в кризис, от которого так и не смогла оправиться. В 476 году власть захватил Одоакр положив тем самым конец Древнему Риму. В 480 году скончался Юлий Непот — последний носитель титула римского императора, к тому времени правивший лишь в Далмации.
Восточная Римская империя — Византия, адаптировавшись к новым историческим условиям, после разделения смогла просуществовать ещё 1 057 лет и пала лишь под боевым натиском турок.

## Население Римской империи
Крупнейшими городами Римской империи были: Рим, Сиракузы, Константинополь, Александрия, Иерусалим, Коринф, Афины, Эфес и Антиохия. Население города Рима ко II в. н. э. достигло своего пика и насчитывало приблизительно 1 млн жителей. Для сравнения, примерно такое же население к середине III века имела Римская Дакия (современная Румыния) — последняя официальная колония Римской империи. В эпоху Октавиана Августа 40 % населения Италии составляли горожане. Всего в Италии проживало около 8 млн. Чуть меньшим, по 6—7 млн в каждой, было население Галлии и Испании. По оценкам учёных, максимально многолюдной империя стала после периода двухвекового процветания, когда около 160 г. н. э. её население достигло 65 млн человек. Из них 11 миллионов составляли рабы, занятые в средиземноморских латифундиях и надомной работе в крупных городах. Число свободных крестьян (3 миллиона) и арендаторов (около 40) было даже более значительным, особенно в Галлии.
Согласно подсчётам американских историков Дж. К. Рассела и К. У. Кеннеха, в конце IV — начале V века н. э. численность населения Западной Римской империи составляла 22 млн человек, Восточной — 34,5 млн человек ; общая численность населения к 410 году н. э. составляла 56,5 млн человек.

## Языки Римской империи
Римская империя была многоязычным государством. Функции официальных языков в империи выполняли латынь и древнегреческий. Использование этих двух важнейших языков внутри империи было дифференцировано географически и функционально. В конечном счёте это привело к постепенному обособлению западной и восточной частей после 395 года. Кроме этого, в империи имелись регионы с преобладания различных автохтонных языков.

## Религия
Государственная религия — изначально римская религия, после 380 года — христианство.
Христианство
- История христианства в Римской империи

Во времена правления Тиберия происходит зарождение раннего христианства в провинции Иудея. (Зарождение христианства в Римской империи)
В течение II века христианство распространилось практически по всей Римской империи, тогда же появилась обширная апологетическая литература, а также послания и сочинения авторитетных христианских авторов.
Вплоть до IV века государственной религией Римской империи оставалась древнеримская религия. Набиравшее с первого века силу христианство было узаконено лишь в 313 году (Миланский эдикт Константина I).
В 325 году состоялся первый Вселенский собор христианской церкви, на котором был утверждён Символ веры. В 380 году христианство стало государственной религией Римской империи, заменив собой язычество. После этого история империи рассматривается как христианская.
В 395 году единая Римская империя распалась на две части — Западную Римскую империю (пала в 476 году) и Восточную (существовала вплоть до 1453 года; с XIX века более известна как Византийская империя или Византия). Территория Западной Римской империи стала местом формирования западной ветви христианства (католицизма). На Востоке христианская церковь формировалась на территории Византийской империи (бо́льшую часть её истории — православие).
В период с конца IV по середину VI века прошло ещё несколько Вселенских соборов, на которых создавались основные положения в церковной структуре, осуждались ереси.

## Падение Западной Римской империи (395—480)
Уже в 395 году власть Феодосия перешла к его двум малолетним сыновьям, назначенными Августами — Аркадию на востоке и Гонорию на западе. Западная Римская империя больше никогда не соединялась с Восточной и постепенно ослабевала под натиском варваров. В 476 году Одоакр совершил переворот, сняв порфиру с малолетнего императора Рима, а в 480 году умер Юлий Непот — последний, кто носил титул императора Запада.

## Наследие Римской империи
Несколько государств считали себя наследниками Римской империи. Прямым её продолжением на востоке являлась Византийская империя (византийский император Юстиниан захватил значительные части Западной Римской империи в середине VI века н. э., но его преемники не смогли их удержать). На западе же после падения Римской империи на её территории возникло множество более мелких государств. Одному из них, Франкскому государству, удалось покорить большую часть территорий Западной Римской империи, и в 800 году Карл Великий был коронован Римским епископом Львом III «императором римлян», или «императором Запада». Это государство просуществовало (с перерывами) до 887 года, пока не было окончательно разделено на три части. В 962 году правитель Восточно-Франкского королевства Оттон I Великий был провозглашён папой Иоанном XII императором Священной Римской империи, которая просуществовала в различных формах до 1806 года.
Обе французские империи (Наполеона I и Наполеона III) также называли себя наследниками Рима. В Московском государстве во времена правления Ивана III зарождается теория «Москва — Третий Рим». «Первый Рим пал, следом пал второй (Константинополь), Третий (Москва) стоит и стоять будет». Так появляется Русское государство со многими регалиями Византии.
В более поздний период в конце XIX — начале XX века на восстановление Римской империи претендовал Муссолини. Наследниками Священной Римской империи провозгласили себя Германская империя и, позже, Третий рейх (соответственно, «вторая» и «третья» империи, если вести отсчёт от Священной Римской империи).
Культурное наследие Римской империи принадлежит всему человечеству, интерес к нему в разные времена проявляли представители самых разных народов и культур, важное и особое место в сохранении культурного наследия Рима принимают романоязычные народы и государства, объединённые использованием романских языков, также как и государства расположенные на бывшей территории Римской империи. Латинский язык долгое время был языком церкви и науки Западной Европы.